# Castell de Castells (kommun)
Castell de Castells är en kommun i Spanien.   Den ligger i provinsen Provincia de Alicante och regionen Valencia, i den östra delen av landet, 400 km sydost om huvudstaden Madrid. Antalet invånare är 478. Arean är 46 kvadratkilometer. Castell de Castells gränsar till Beniardá, Benigembla, Benimantell, Bolulla, Guadalest, Famorca, Tárbena, Tollos, Vall d'Ebo och La Vall de Laguar. 
Terrängen i Castell de Castells är kuperad.